# Park Narodowy Badgingarra
Park Narodowy Badgingarra (ang. Badgingarra National Park) – park narodowy w stanie Australia Zachodnia w Australii o wielkości 13108 ha ustanowiony w 1973 roku. Park znajduje się ok. 50 km od Jurien Bay, miasta na wybrzeżu Oceanu Indyjskiego.
Aborygeni z grupy Yuat są oficjalnie uznani za tradycyjnych właścicieli parku.

## Fauna i flora
Park zamieszkują m.in. emu, kangury szare, orły australijskie, różnego rodzaju gady i ptaki z grupy dropiowatych. Często spotykane w parku są Eucalyptus absita, Banksia candolleana i Petrophile linearis.